# Leeds United Association Football Club 1995-1996
Questa voce raccoglie le informazioni riguardanti il Leeds United Association Football Club nelle competizioni ufficiali della stagione 1995-1996

## Stagione
Malgrado un buon inizio, che aveva gli aveva fruttato il secondo posto in classifica e il passaggio ai sedicesimi di finale di Coppa UEFA ai danni del Monaco, il Leeds accusò un graduale calo che lo fece piombare fino al tredicesimo posto finale. Nella competizione continentale la squadra fu invece eliminata ai sedicesimi di finale, a causa di una doppia sconfitta contro il PSV, mentre in FA Cup fu fermata ai quarti di finale dal Manchester United.

## Maglie e sponsor
La stagione 1995-1996 vede l'eliminazione di qualunque motivo sulla maglia, che divenendo totalmente bianca e con un logo costituito dalle lettere LUFC, si avvicina a quella utilizzata nei primi anni settanta. Rimangono invariati sponsor tecnico (Asics) e ufficiale (Thistle Hotels).
| 1a divisa |

## Rosa
| N. |                             | Ruolo | Calciatore        |
| -- | --------------------------- | ----- | ----------------- |
| 1  | Inghilterra (bandiera)      | P     | John Lukic        |
| 2  | Irlanda (bandiera)          | D     | Gary Kelly        |
| 3  | Inghilterra (bandiera)      | D     | Tony Dorigo       |
| 4  | Inghilterra (bandiera)      | C     | Carlton Palmer    |
| 5  | Sudafrica (bandiera)        | D     | Lucas Radebe      |
| 6  | Inghilterra (bandiera)      | D     | David Wetherall   |
| 7  | Sudafrica (bandiera)        | A     | Phil Masinga      |
| 8  | Inghilterra (bandiera)      | A     | Rod Wallace       |
| 9  | Inghilterra (bandiera)      | A     | Brian Deane       |
| 10 | Scozia (bandiera)           | C     | Gary McAllister   |
| 11 | Galles (bandiera)           | C     | Gary Speed        |
| 12 | Inghilterra (bandiera)      | D     | John Pemberton    |
| 13 | Inghilterra (bandiera)      | P     | Mark Beeney       |
| 14 | Inghilterra (bandiera)      | C     | David White       |
| 15 | Irlanda del Nord (bandiera) | D     | Nigel Worthington |
| 16 | Inghilterra (bandiera)      | D     | Richard Jobson    |
| 17 | Inghilterra (bandiera)      | C     | Mark Tinkler      |
| 18 | Svezia (bandiera)           | A     | Tomas Brolin      |

| N. |                        | Ruolo | Calciatore       |
| -- | ---------------------- | ----- | ---------------- |
| 19 | Inghilterra (bandiera) | A     | Noel Whelan      |
| 20 | Canada (bandiera)      | D     | Kevin Sharp      |
| 21 | Ghana (bandiera)       | A     | Anthony Yeboah   |
| 22 | Inghilterra (bandiera) | C     | Mark Ford        |
| 23 | Inghilterra (bandiera) | C     | Andy Couzens     |
| 24 | Inghilterra (bandiera) | A     | Lee Chapman      |
| 25 | Inghilterra (bandiera) | D     | Rob Bowman       |
| 26 | Inghilterra (bandiera) | D     | Paul Beesley     |
| 27 | Scozia (bandiera)      | A     | Andy Gray        |
| 29 | Irlanda (bandiera)     | D     | Ian Harte        |
| 30 | Inghilterra (bandiera) | P     | Paul Pettinger   |
| 31 | Inghilterra (bandiera) | D     | Mark Jackson     |
| 32 | Irlanda (bandiera)     | D     | Alan Maybury     |
| 33 | Australia (bandiera)   | A     | Harry Kewell     |
| 34 | Inghilterra (bandiera) | C     | Jason Blunt      |
| -  | Inghilterra (bandiera) | D     | Chris Fairclough |
| -  | Irlanda (bandiera)     | D     | David O'Leary    |
| -  | Inghilterra (bandiera) | A     | Jamie Forrester  |

## Risultati

### FA Premier League
| Arbitro: | Burge (Tonypandy) |

|               |           |                 |
| Williamson 5’ | Marcatori | 48’, 57’ Yeboah |

| Arbitro: | Elleray (Harrow on the Hill) |

|            |           |  |
| Yeboah 51’ | Marcatori |  |

| Arbitro: | Gallagher (Banbury) |

|                    |           |  |
| Speed 3’ White 88’ | Marcatori |  |

| Arbitro: | Cooper (Pontypridd) |

|                 |           |            |
| Widdrington 81’ | Marcatori | 70’ Dorigo |

| Arbitro: | Durkin (Portland) |

|                            |           |            |
| Howells 27’ Sheringham 67’ | Marcatori | 53’ Yeboah |

| Arbitro: | Lodge (Barnsley) |

|               |           |                              |
| Wetherall 89’ | Marcatori | 16’, 63’ Dichio 39’ Sinclair |

| Arbitro: | Dilkes (Mossley) |

|                           |           |                                 |
| Holdsworth 43’ Reeves 58’ | Marcatori | 32’ Palmer 42’, 45’, 73’ Yeboah |

| Arbitro: | Poll |

|                      |           |  |
| Yeboah 34’ Speed 58’ | Marcatori |  |

| Arbitro: | Jones (Loughborough) |

|  |           |                                    |
|  | Marcatori | 43’ Merson 56’ Bergkamp 86’ Wright |

| Manchester 21 ottobre 1995, ore BST 10ª giornata | Manchester City | 0 – 0 referto | Leeds United | Maine Road (26.390 spett.)\| Arbitro: \| Bodenham \| |
| Arbitro:                                         | Bodenham        |               |              |                                                      |

| Arbitro: | Ashby |

|                          |           |            |
| McAllister 39’, 43’, 90’ | Marcatori | 12’ Dublin |

| Arbitro: | Burge (Tonypandy) |

|              |           |           |
| Fjörtoft 11’ | Marcatori | 45’ Deane |

| Arbitro: | Reed (Birmingham) |

|            |           |  |
| Yeboah 80’ | Marcatori |  |

| Arbitro: | Wilkie |

|                      |           |            |
| Campbell 38’ Roy 56’ | Marcatori | 54’ Palmer |

| Arbitro: | Dunn (Gloucestershire) |

|                       |           |           |
| Lee 70’ Beardsley 71’ | Marcatori | 31’ Deane |

| Arbitro: | Alcock |

|  |           |             |
|  | Marcatori | 60’ Creaney |

| Arbitro: | Poll (Tring) |

|            |           |                |
| Jobson 76’ | Marcatori | 4’ Leonhardsen |

| Arbitro: | Hart |

|                                                           |           |                        |
| Degryse 5’, 25’ Whittingham 18’ Bright 67’ Hirst 72’, 87’ | Marcatori | 28’ Brolin 84’ Wallace |

| Arbitro: | Gallagher (Banbury) |

|                                    |           |          |
| McAllister 7’ Yeboah 37’ Deane 73’ | Marcatori | 27’ Cole |

| Arbitro: | Elleray (Harrow on the Hill) |

|  |           |                          |
|  | Marcatori | 40’ Brolin 63’ Wetherall |

| Arbitro: | Winter (Stockton-on-Tees) |

|                              |           |  |
| Wetherall 6’ Kančel'skis 51’ | Marcatori |  |

| Leeds 1º gennaio 1996, ore BST 22ª giornata | Leeds United | 0 – 0 referto | Blackburn Rovers | Elland Road (31.285 spett.)\| Arbitro: \| Dilkes \| |
| Arbitro:                                    | Dilkes       |               |                  |                                                     |

| Arbitro: | Danson |

|                 |           |  |
| Brolin 25’, 63’ | Marcatori |  |

| Arbitro: | Durkin |

|                                                |           |  |
| Ruddock 27’, 90’ Fowler 62’, 68’ Collymore 89’ | Marcatori |  |

| Arbitro: | Hart |

|                           |           |  |
| Yorke 11’, 23’ Wright 62’ | Marcatori |  |

| Arbitro: | Bodenham |

|           |           |  |
| Deane 74’ | Marcatori |  |

| Arbitro: | Bodenham |

|               |           |                                 |
| Wetherall 13’ | Marcatori | 18’ Armstrong 24’, 66’ Anderton |

| Arbitro: | Poll |

|            |           |                 |
| Gallen 30’ | Marcatori | 10’, 25’ Yeboah |

| Arbitro: | Willard |

|  |           |              |
|  | Marcatori | 16’ Bergsson |

| Arbitro: | Cooper (Pontypridd) |

|           |           |  |
| Keane 72’ | Marcatori |  |

| Arbitro: | Ashby |

|               |           |                            |
| Deane 8’, 45’ | Marcatori | 29’ Stuart 49’ Kančel'skis |

| Arbitro: | Dunn |

|            |           |  |
| Fenton 47’ | Marcatori |  |

| Arbitro: | Elleray (Harrow on the Hill) |

|  |           |             |
|  | Marcatori | 4’ Kavanagh |

| Arbitro: | Winter (Stockton-on-Tees) |

|                 |           |           |
| Wright 44’, 90’ | Marcatori | 53’ Deane |

| Arbitro: | Hart |

|               |           |                             |
| Wetherall 10’ | Marcatori | 18’ Cooper 30’ Lee 66’ Woan |

| Arbitro: | Gallagher (Banbury) |

|                                  |           |                |
| Hughes 19’, 35’, 48’ Spencer 20’ | Marcatori | 66’ McAllister |

| Arbitro: | Burge (Tonypandy) |

|  |           |               |
|  | Marcatori | 18’ Gillespie |

| Coventry 5 maggio 1996, ore BST 38ª giornata | Coventry City                | 0 – 0 referto | Leeds United | Highfield Road (22.769 spett.)\| Arbitro: \| Elleray (Harrow on the Hill) \| |
| Arbitro:                                     | Elleray (Harrow on the Hill) |               |              |                                                                              |

### Football League Cup
| Arbitro: | Hart (Darlington) |

|                                    |           |  |
| Milošević 20’ Taylor 55’ Yorke 89’ | Marcatori |  |

## Statistiche

### Statistiche di squadra
| Competizione      | Punti | Totale | Totale | Totale | Totale | Totale | Totale | DR  |
| Competizione      | Punti | G      | V      | N      | P      | Gf     | Gs     | DR  |
| ----------------- | ----- | ------ | ------ | ------ | ------ | ------ | ------ | --- |
| FA Premier League | 43    | 38     | 12     | 7      | 19     | 40     | 57     | -17 |
| Coppa UEFA        | -     | 4      | 1      | 0      | 3      | 6      | 9      | -3  |
| FA Cup            | -     | 7      | 3      | 2      | 2      | 7      | 6      | +1  |
| Totale            | -     | 49     | 16     | 9      | 24     | 53     | 72     | -19 |